# Marin de l'année (FFV)
Ne doit pas être confondu avec le marin de l'année désigné par la Fédération internationale de voile
Le Marin de l'année est une distinction annuelle créée en 2001 et remise par la Fédération française de voile.
Faute de voter pour le marin de l'année 2020, avec une année tronquée en compétition, la Fédération française de voile, décide d’élire le Marin de la Décennie 2010-2020, parmi dix finalistes présélectionnés,.
Les marins les plus titrés sont Michel Desjoyeaux et Franck Cammas avec 3 titres chacun.

## Liste des primés
- 2001 : Michel Desjoyeaux (1)
- 2002 : Olivier Backès et Laurent Voiron (vice-champions du monde de Tornado)
- 2003 : Xavier Rohart et Pascal Rambeau (champions du monde de Star)
- 2004 : Faustine Merret
- 2005 : Vincent Riou
- 2006 : Lionel Lemonchois
- 2007 : Michel Desjoyeaux (2)
- 2008 : Francis Joyon
- 2009 : Michel Desjoyeaux (3)
- 2010 : Antoine Albeau[1]
- 2011 : Jean-Pierre Dick
- 2012 : Franck Cammas (1)[1]
- 2013 : Franck Cammas (2)[1]
- 2014 : Loïck Peyron
- 2015 : Marie Riou et Billy Besson[1]
- 2016 : Charline Picon[1]
- 2017 : Thomas Coville[1]
- 2018 : Charles Caudrelier (victoire sur la Volvo Ocean Race)[3],[1]
- 2019 : Camille Lecointre et Aloïse Retornaz[4]
- 2020 : Franck Cammas (3), Marin de la Décennie 2010-2020[1]
- 2021 : Yannick Bestaven[5]
- 2022 : Jean-Baptiste Bernaz[6]
- 2023 : Lauriane Nolot[7]